# 4月7日 (旧暦)
旧暦4月7日（きゅうれきしがつなのか）は、旧暦4月の7日目である。六曜は仏滅である。

## できごと
- 寛仁3年（ユリウス暦1019年5月14日） - 刀伊の入寇。刀伊人（女真族）が対馬・壱岐に襲来。藤原理忠を殺害し島民多数を掠奪[要出典]
- 寛治元年（ユリウス暦1087年5月11日） - 堀河天皇即位のため、応徳より寛治に改元
- 慶応元年（グレゴリオ暦1865年5月1日） - 元治より慶応に改元
- 慶応2年（グレゴリオ暦1865年5月21日） - 「海外行き許可の認証に関する布告」発布。商用・留学目的の海外渡航が解禁される
- 明治4年（グレゴリオ暦1871年5月25日） - 「新発明品専売特許規則」発布

## 誕生日
- 長承2年（ユリウス暦1133年5月13日） - 法然、浄土宗の開祖（+ 1212年）
- 天正7年（ユリウス暦1579年5月2日） - 徳川秀忠、江戸幕府2代将軍（+ 1632年）
- 天保2年（グレゴリオ暦1831年5月18日） - 河鍋暁斎、浮世絵師（+ 1889年）
- 慶応3年（グレゴリオ暦1867年5月10日） - 財部彪、軍人・政治家（+ 1949年）

## 忌日
- 天武天皇7年（ユリウス暦678年5月3日） - 十市皇女、皇族
- 宝亀3年（ユリウス暦772年5月13日） - 道鏡、僧
- 長享2年  - 里見義実、戦国大名里見氏初代当主（* 1416年、ただし非実在説あり）
- 大永3年（ユリウス暦1523年5月21日） - 足利義材（義稙）、室町幕府10代将軍（* 1466年）
- 大永6年（ユリウス暦1526年5月18日） - 後柏原天皇、104代天皇（* 1464年）
- 元禄16年（グレゴリオ暦1703年5月22日）- 大阪堂島新天地天満屋の女郎はつ、内本町醤油商平野屋の手代徳兵衞の心中
- 享保15年（グレゴリオ暦1730年5月23日）- 徳川宗堯、第4代水戸藩主（* 1705年）